# 1989年拉萨骚乱
1989年拉萨骚乱，中華人民共和國政府称之为拉萨严重骚乱事件，是指1987年9月至1989年3月間，西藏地區發生一連串衝突，導致1989年3月，中華人民共和國政府在西藏宣布戒嚴與武力平暴的事件。1989年3月，拉萨等地部分藏人公开示威；3月5日示威游行演變为暴力事件，驻八角街武警班长袁石生（藏族）被人毆打致死后，中華人民共和國國務院于1989年3月7日在拉萨宣布戒严、出动武警和中国人民解放军部队以武力鎮壓平息衝突。當時擔任中共西藏黨委書記的是胡錦濤。
这次事件中死伤人数，官方宣称11人死亡（一说16名藏人及1名武警班长），《紐約時報》引用當時在拉薩的曾担任《北京青年報》記者唐达献（唐1979-80年在该报工作，1987-89年在中国商务智能工作）所看到的“公安局”報告（唐声称是一份秘密报告，不知道是否是公安局报告），拉薩居民有387人死亡，721人受傷，2100人被拘留；僧人有82人死亡，37人受傷，650人被拘留。拉萨骚乱也被视为是西藏独立运动的一部分。

## 经过
1987年拉薩發生流血衝突，美國國會於1987年6月18日通過西藏人權受到中共迫害的決議案，認為中共以軍事手段統治西藏侵害人權，監禁西藏人民的黑牢缺乏食物，導致許多人活活餓死。促使聯合國於1987年6月通過「反虐待或其他殘忍、不人道或可恥的刑罰或處置公約」。西藏血腥事件引起歐洲議會的注意，通過「即刻要求中國政府尊重藏人宗教自由與文化自治之權」，並認同達賴喇嘛所提的「五點和平計劃」是解決問題的基礎。9月21日，達賴喇嘛在美国国会发表演讲，重申五點和平計劃。9月24日，中國政府籌劃了一場公審，一萬五千名藏人被召集到拉薩市的「西藏體育館」，當天有二名被判死刑，其中一位格桑扎西被當眾就地處決，另外一位索南堅贊在兩天後被槍決，還有八名被判監禁。达赖喇嘛當天召开记者招待会在美国声称：西藏不是中国的一部分，西藏是一个独立国家。9月27日，拉萨市21名喇嘛和其他5人举着雪山狮子旗，喊着西藏独立口号，在拉萨市区八角街、人民路一带游行，在大昭寺广场发表演讲。冲击西藏自治区人民政府。公安部门将他们收容审查，不到一小时，事件平息。
1987年10月1日和1988年3月，又發生动乱。中国政府声称示威民众冲击佛协传召办公室，攻击自治区领导干部，打死藏族武警班长，打伤武警和其他工作人员399人，洗劫北京路上的饭馆和商店，迫使藏传佛教宗教法会拉萨传召无法进行。1988年6月15日，達賴喇嘛獲邀至歐洲議會發表斯特拉斯堡建議。1988年12月1日，由胡锦涛担任中共西藏自治区党委书记。12月10日，拉萨僧人骚乱，与警察冲突。随后多次抗议，12月19日，七十多位在北京的中央民族学院藏人学生，在天安门附近示威，12月30日，五百多名西藏大学藏人学生游行到自治区人民政府办公大楼前。
1989年3月5日，西藏再次發生暴動，雙方衝突過程極為血腥，國務院總理李鵬發布关于在拉萨市实行戒严的命令。由於歐洲議會打算以民意機構發揮在國際上的影響力，因此在1989年3月16日的歐洲議會會期中，通過「強烈譴責北京在西藏首府暴力鎮壓行動，尤其是使用武器，並要求解除戒嚴」1989年10月中共中央政治局常委会召开，根据西藏党委书记胡锦涛的汇报形成了包含指导西藏工作的十条意见的会议纪要，在意见中认为拉萨骚乱是一场有国际背景的政治事件：“是从帝国主义入侵西藏以来长期存在的分裂与反分裂斗争的继续，是境内外分裂势力在国际反华势力支持下掀起的旨在分裂祖国、反对共产党、颠覆社会主义制度的严重政治斗争。”在纪要中也指出“政治局势的稳定和发展经济”是中国共产党在西藏工作要紧抓的两件大事。1989年6月再爆發六四天安門事件，歐洲議會採取更強硬的態度表達：「尊重人權為維繫雙邊貿易之先決條件」。1990年5月1日，北京當局解除拉薩戒嚴。1990年7月，中共中央总书记江泽民抵达西藏开展考察工作，并在1994年召开第三次西藏工作座谈会。